# Commune
commune è il secondo album solista della cantante giapponese Yuki, pubblicato il 26 marzo 2003.

## Il disco
Pubblicato esattamente un anno dopo l'album di debutto PRISMIC, commune è composto da 12 tracce j-pop, e sebbene si presenti come un'opera più omogenea (a parte alcune tracce) rispetto al precedente, perde comunque alcune sonorità prettamente rock per virare in un più compiuto pop.
L'album si apre con una traccia completamente strumentale, SWELLS ON THE EARTH, una lenta ninna nanna eseguita con una chitarra e un pianoforte che funge da incipit sottotono alla più movimentata Nakisou Da, che richiama la musicalità della prima traccia di PRISMIC e che rimane l'unico rimando al precedente lavoro. Si prosegue con Strawberry, in cui le campionature si accompagnano alla chitarra, e Humming Bird, dove gli archi alla fine aggiungono una nuova dimensione all'album. Nel bizzarro video della successiva Sentimental Journey, diretto da Nagi Noda, YUKI viene impersonata da decine di comparse in una lunga carrellata di finti fermi immagine. Seguono quindi Funky Fruits e Koibito Yo, gli unici due brani differenti dalla classica produzione dell'artista. L'album si chiude con Communication (esattamente come PRISMIC si chiudeva con Prism) e Sabaku Ni Saita Hana.

## Tracce
1. SWELLS ON THE EARTH - 1:48
2. Naki sōda (泣きそうだ) - 3:40
3. Good Times - 3:48
4. Strawberry (ストロベリー) - 4:52
5. Rock'n Roll Star (ロックンロールスター) - 3:44
6. Stand Up! Sister (スタンドアップ!シスター) - 3:48
7. Hummingbird (ハミングバード) - 4:52
8. Sentimental Journey (センチメンタルジャーニー) - 5:23
9. Funky Fruits (ファンキー・フルーツ) 4:02
10. Koibito yo (version) (恋人よ (version)) - 6:22
11. Communication (コミュニケーション) - 4:34
12. Sabaku ni saita hana (砂漠に咲いた花) - 5:02

## Singoli
- 20 novembre 2002: Stand Up! Sister (スタンドアップ!シスター)
- 19 febbraio 2003: Sentimental Journey (センチメンタルジャーニー)
- 19 marzo 2003: Humming Bird (ハミングバード)